# Agrotis photophila
Agrotis photophila е изчезнал вид насекомо от семейство Нощни пеперуди (Noctuidae).

## Разпространение
Видът е ендемичен за Оаху, Хавай, САЩ.